# Erica plukenetii
Erica plukenetii är en ljungväxtart. Erica plukenetii ingår i släktet klockljungssläktet, och familjen ljungväxter.

## Underarter
Arten delas in i följande underarter:
- E. p. bredensis
- E. p. breviflora
- E. p. lineata
- E. p. penicillata
- E. p. plukenetii

## Bildgalleri

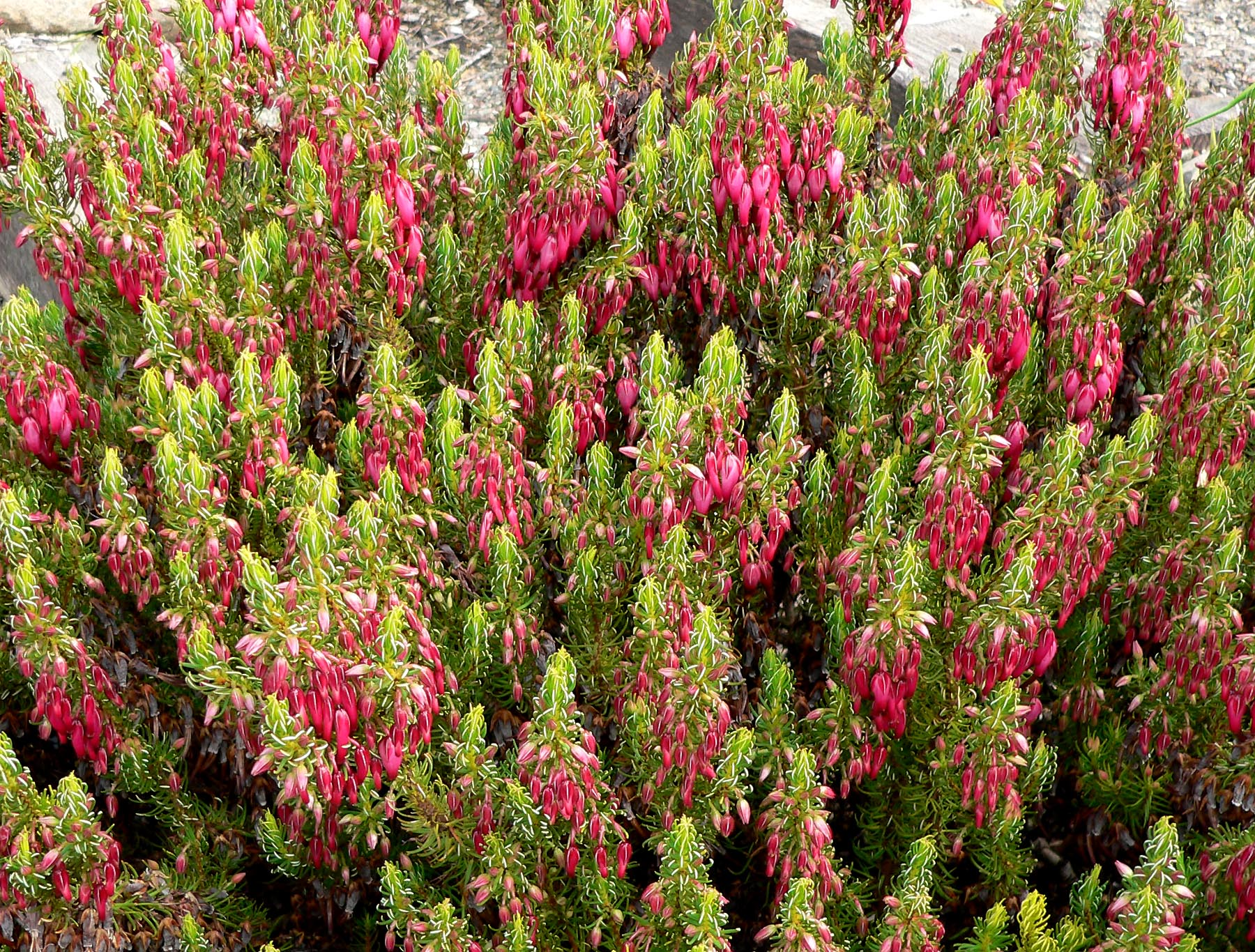
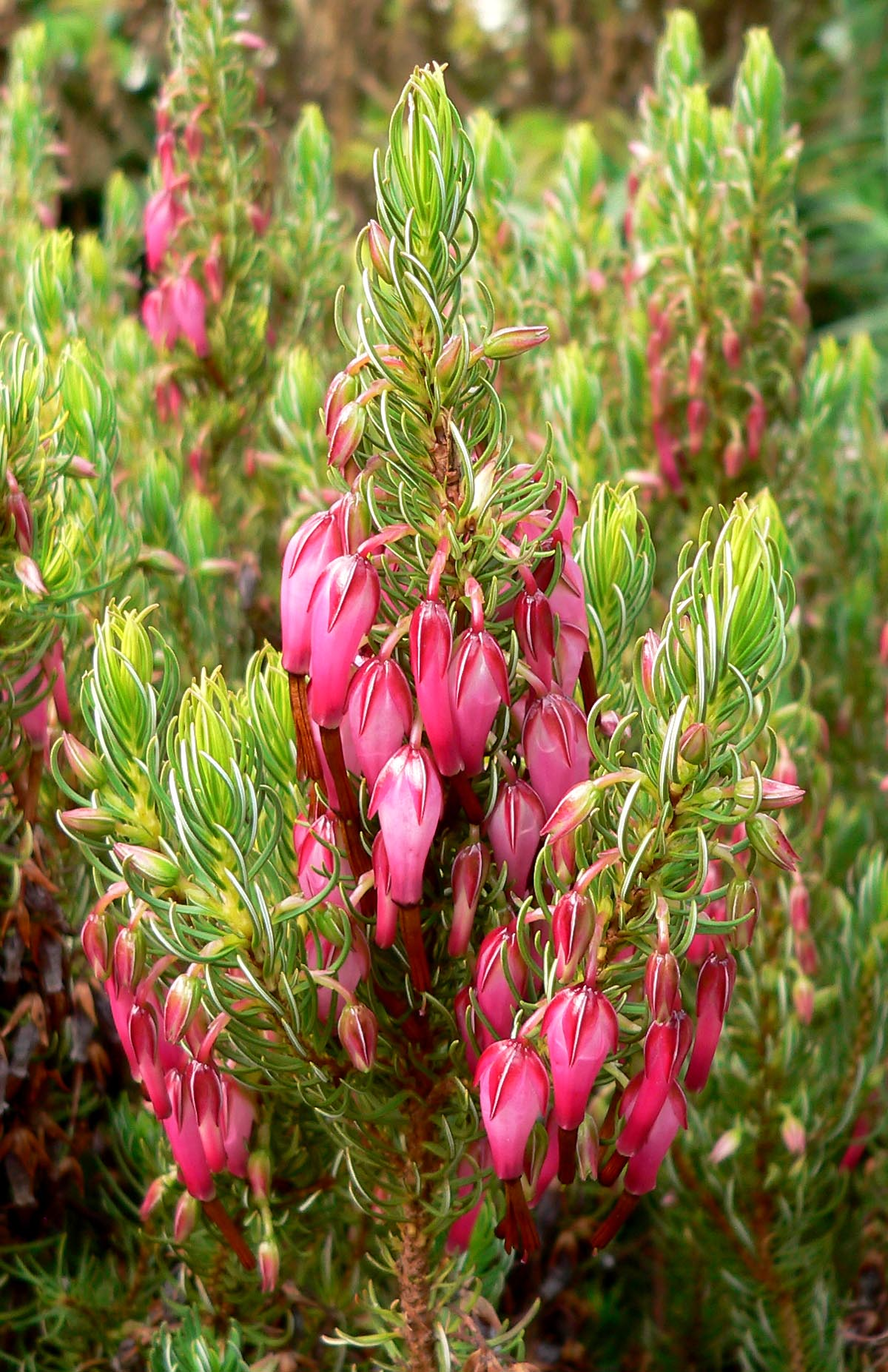
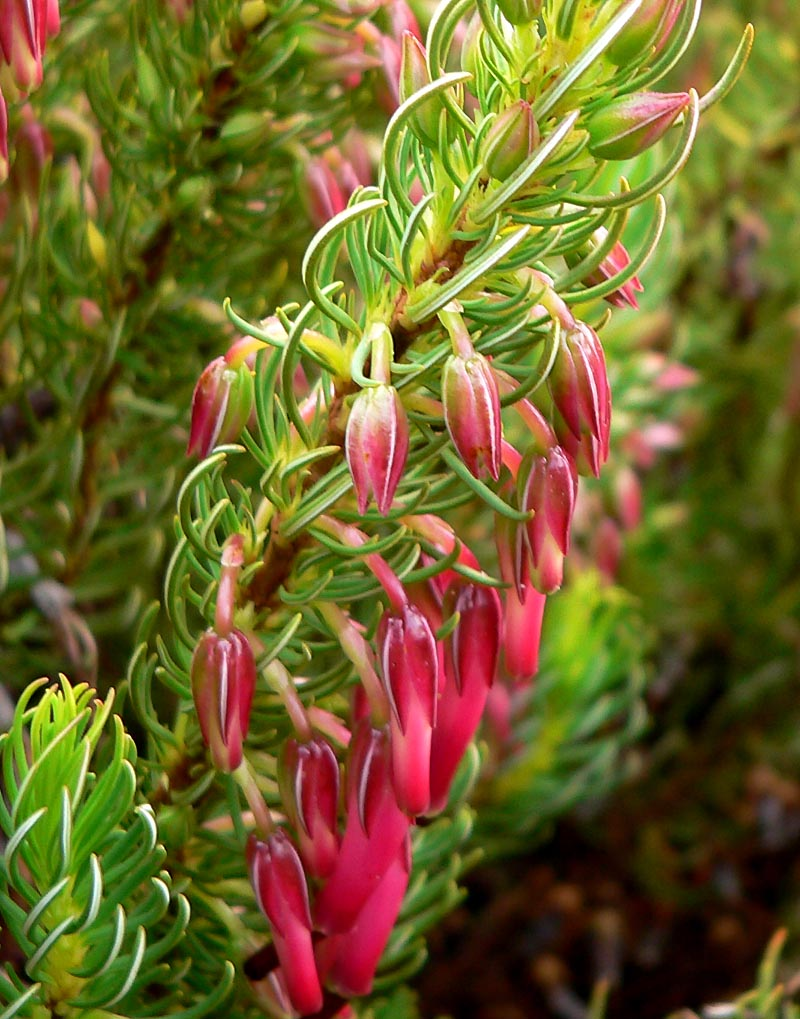
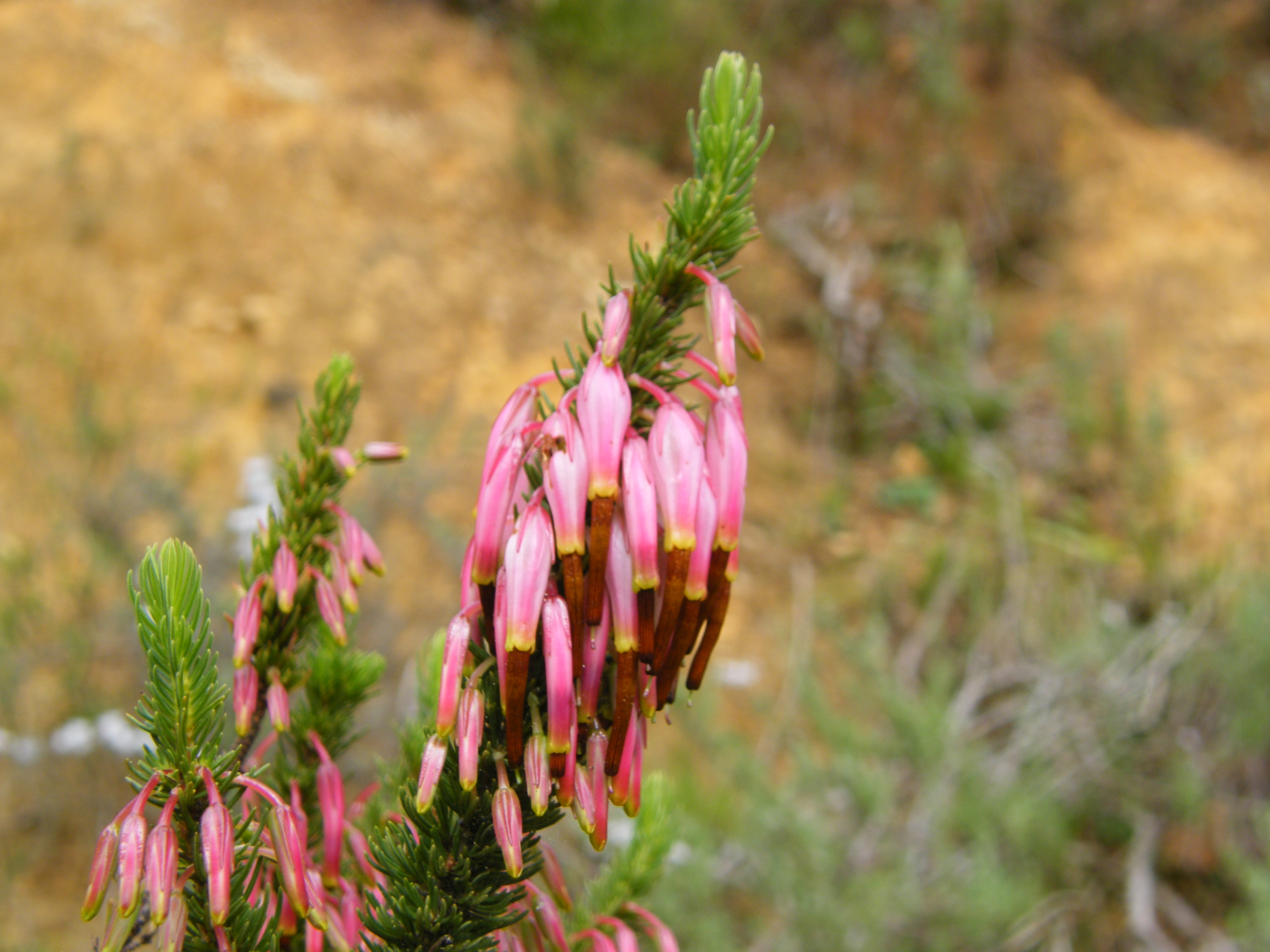
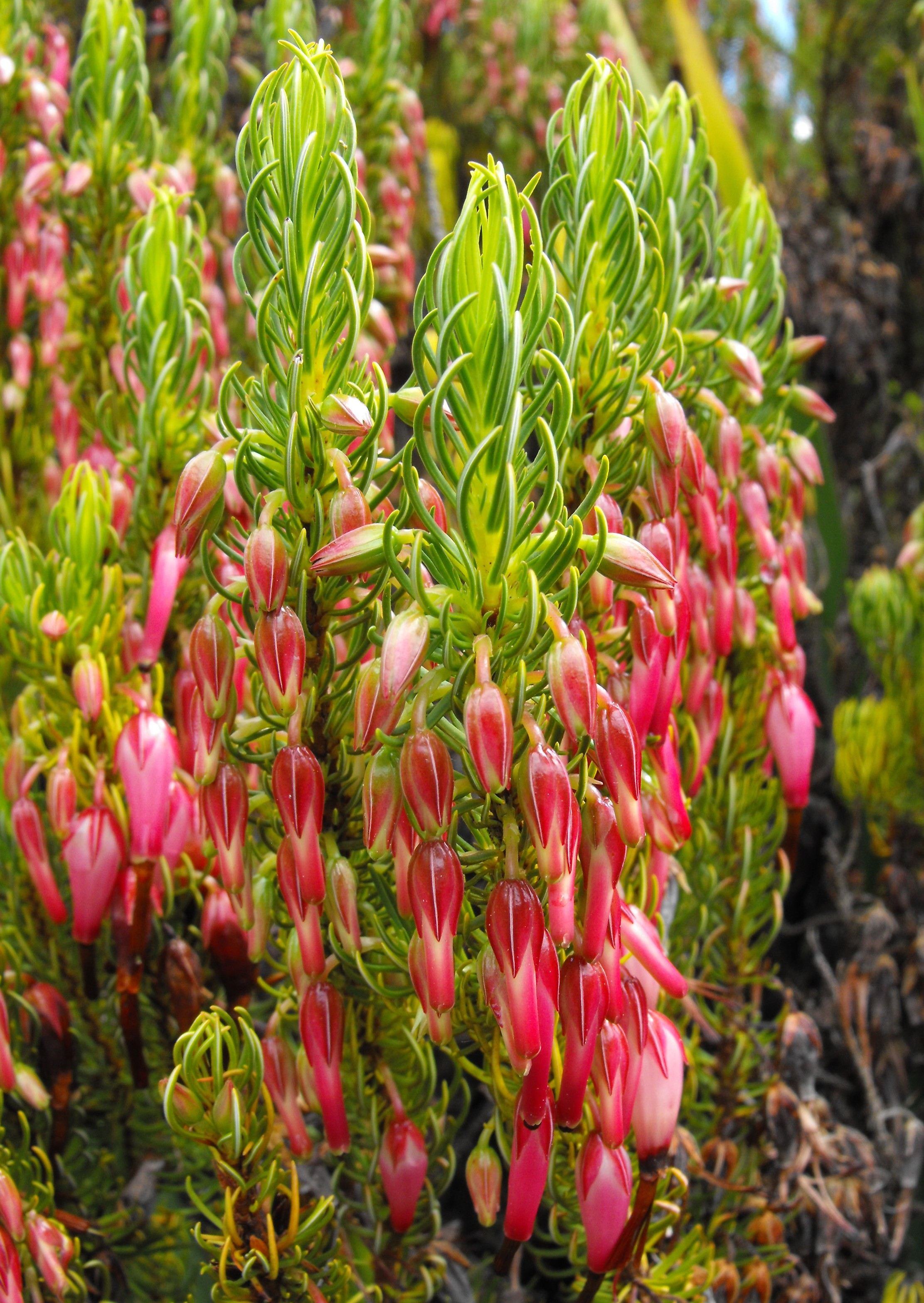
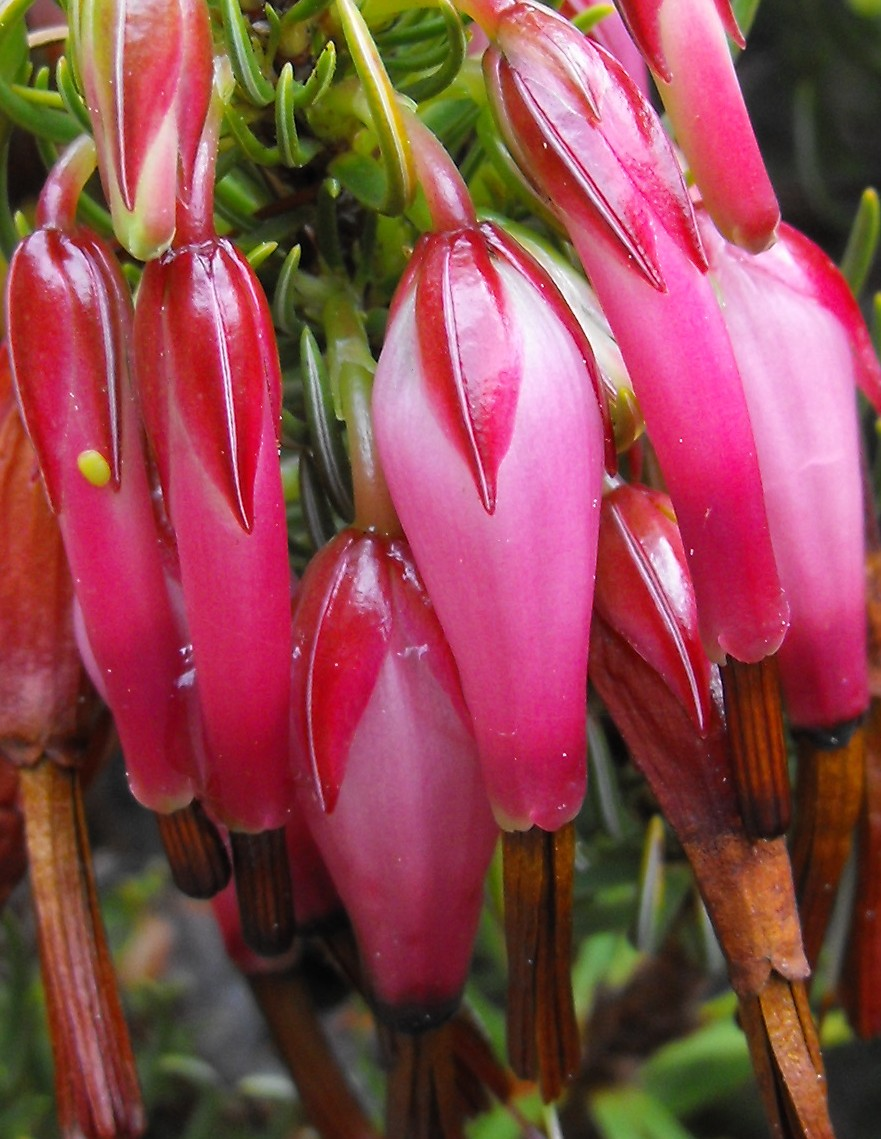